# MIDS

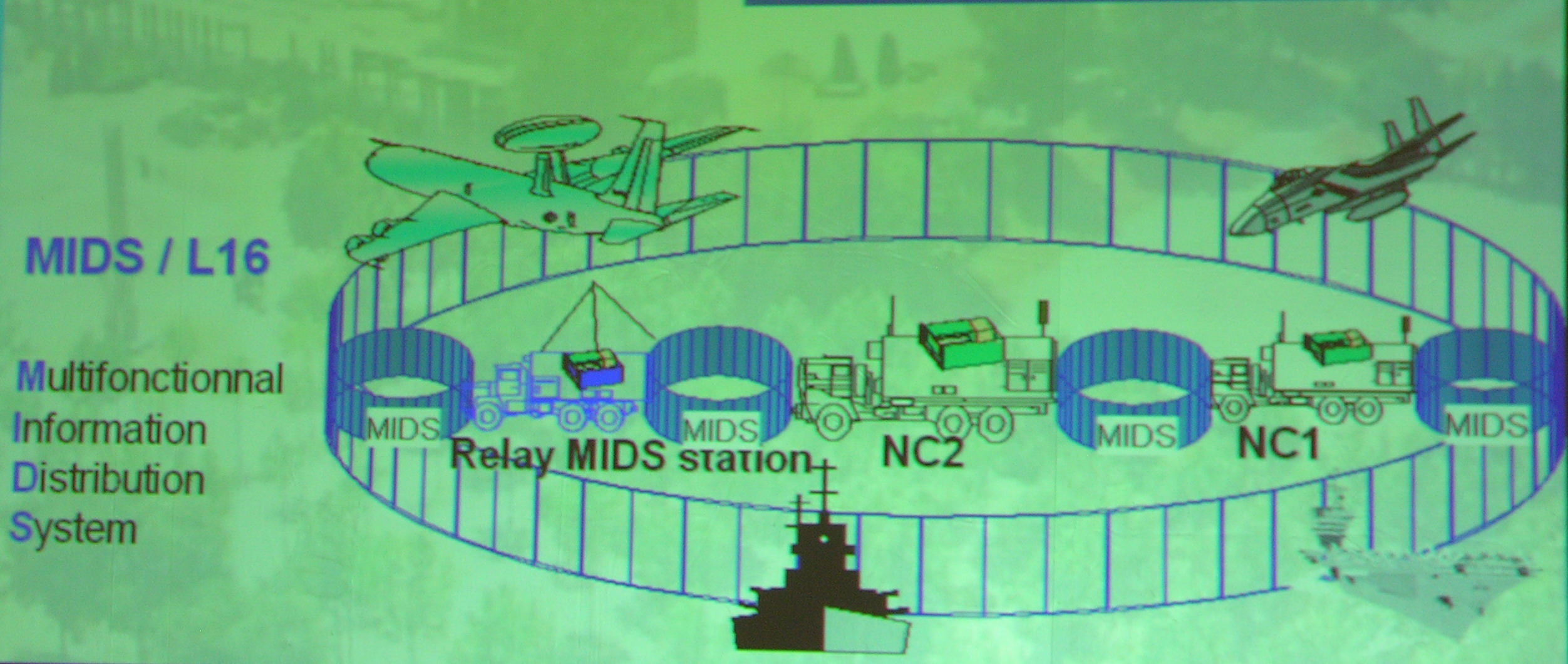
Концепция применения MIDS

MIDS (англ. Multifunctional Information Distribution System) — многофункциональная распределенная информационная система, используемая в НАТО. По сути MIDS - это тактическая система коммуникаций, объединяющая различные типы информационных платформ в общую тактическую сеть передачи данных. Согласно соглашению о стандартизации STANAG 5516, протокол Link 16 определен в качестве одного из цифровых сервисов MІDS.

## Терминал MIDS
Для подключения к MIDS используются специальные терминалы. Соответствующие терминалы имеются на самолетах F-18, Tornado, в ЗРК SAMP/T, фрегатах типа «Горизонт» и других боевых средствах. Технические характеристики терминала MIDS указаны в STANAG 4175.